# Кременска река
Кремѐнската река̀, известна и като Лъкинската река, е река в Северен Пирин, област Благоевград, община Банско, десен приток на Места. Дължината ѝ е 12 km. Наречена е по името на село Кремен, през чието землище тече.
Кременската река води началото си от землището на село Кремен, от местността Хайдушки кладенец (Харамибунар), североизточно от връх Човеко. Реката тече на изток и южно от селото се влива като десен приток в река Места. Най-голям приток е десният приток река Старите чаркове. Площта на басейна на Кременската река е 25 km2 и е разположен на средна надморска височина от 1325 m. Тя е с дъждовно-снежно подхранване, пролетно пълноводие и лятно-есенно маловодие.
В Кременската река се въдят мряна и балканска пъстърва. Речната долина е формирана в гранити. В горната част на поречието е залесено с бял бор, бяла мура, смърч, в средната - с бук и бял бор, а в долната - с благун, габър и черен бор.